# Dombi József (művészettörténész)
Dombi József (Budapest, 1910. január 17. – Budapest, 1990) magyar művészettörténész, tanár, iskolaigazgató, szakíró.

## Tanulmányai
A Budapest-Fasori Evangélikus Gimnáziumban érettségizett, majd a budapesti Magyar Királyi Pázmány Péter Tudományegyetemen történelem–földrajztudomány szakos tanári diplomát szerzett Gerevich Tibor professzor tanársegédjeként, és doktorált Perugia (Perusia) ókori történetéből.
1933–34-ben a Római Magyar Akadémia ösztöndíjasa volt, ahol számos képzőművésszel került jó kapcsolatba (Aba-Novák Vilmos, Molnár C. Pál, Jeges Ernő – az ún. római iskola).

## Munkássága
Hazatérte után Budapest Székesfőváros Népművelési Intézeténél került alkalmazásba, mint titkár, számos utazást tett Itáliában.
A második világháború után a Népművelésnél folytatta munkáját és óraadó tanárként is dolgozott.
1948-ban állásából elbocsátották, sokáig munkanélküli volt, majd az Eötvös Gimnáziumban taníthatott 1953-ig.
1953-tól az újonnan létesült Csepeli Jedlik Ányos Gimnázium tanára lett, 1958-tól az Apáczai Csere János Gimnázium vezető tanára.

## Művei
Az 1950-es években kezdte el írni Művészettörténet című tankönyvét a középiskolások számára, amely először 1957-ben jelent meg és több kiadást ért meg.
Jelentős igény lett 1959 után útikönyvek kiadására, melyeket a Panoráma Könyvkiadó jelentetett meg. Dombi József kezdetben lektorként és fejezetíróként működött közre Fajth Tibor Itália című könyvénél, később társszerzővé vált. Nápoly című útikönyve később jelent meg.
Önálló munkája még a Múzeumok – Remekművek című képzőművészeti könyv, amely abban az időben még fekete-fehérben jelent meg.
1954-től haláláig a Budapesti Olasz Kultúrintézetben heti egy alkalommal – a hallgatók számára ingyenes – vetítettképes előadássorozatokat tartott az olasz művészetről magyar nyelven.
1966-tól 1974-ben történt nyugdíjazásáig a Budapesti Kirakatrendező és Dekoratőr Iskola igazgatója volt, ahol számtalan képzőművész dolgozott tanárként vagy tanult diákként, aki diákéveit követően vált művésszé.

## Könyvei
- Dombi József: Perusia ókori története (1932)
- Dombi József: Esztergom (Budapest Székesfőváros Polgármesteri VII. Ügyosztálya, 1942)
- Dr. Dombi József: Művészettörténet (Tankönyvkiadó Vállalat, 1958)
- Dombi József: Bernini (A művészet kiskönyvtára sorozat – 1964)
- Dombi József: Múzeumok – remekművek (Képzőművészeti Alap Kiadóvállalata, 1964)
- Dombi József: Nápoly (Panoráma útikönyv, 1978)
- Fajth Tibor – Dombi József: Itália (Panoráma útikönyv, 1980)
- Dr. Dombi József: Itália mini lexikon (Olasz Kultúrintézet, 1981)

## Díjai, elismerései
- Olasz Köztársaság Lovagrendje [2]